# Cécias
Na mitologia grega, Cécias (em grego:  Kaikias) é um dos Ventos, deuses responsáveis pelo vento. Cécias é o vento nordeste. 